# Copocrossa
Copocrossa — род из семейства пауков-скакунов (Salticidae).

## Виды
- Copocrossa albozonata Caporiacco, 1949 — Кения
- Copocrossa bimaculata Peckham & Peckham, 1903 — Южная Африка
- Copocrossa harpina Simon, 1903 — Суматра
- Copocrossa politiventris Simon, 1901 — Малайзия
- Copocrossa tenuilineata (Simon, 1900) — Квинсленд typus